# Anagrama
|  | Pel que fa a l'editorial barcelonina, vegeu Editorial Anagrama. |

An animation of an anagram of Salvador Dalí's name

Un anagrama és un mot o una frase formats per la transposició de les lletres d'un altre mot o una altra frase. Per exemple, un anagrama d'anagrama és amagaran.

## Anagrames cèlebres
- Avida Dollars (Salvador Dalí): inventat per André Breton, el pope del surrealisme. Salvador Dalí va acceptar l'anagrama com un dels seus atributs, passant a formar part de la seva pròpia "llegenda àuria".
- Tobia Gorrio (Arrigo Boito): El cèlebre compositor i poeta italià utilitzava el seu nom vertader com a compositor d'òpera i l'anagramàtic com a escriptor de librettos.
- Alcofribas Nasier (François Rabelais).
- Sinera (Arenys), en l'obra de Salvador Espriu Cementiri de Sinera.
- Nota negra (Argentona), nom d'un bar cultural d'aquesta vila maresmenca.
- Gent raona (Argentona), joc de paraules emprat a Argentona vers ells mateixos.
- I am Lord Voldemort (Tom Marvolo Riddle), de la saga Harry Potter.
- Un anagrama de L'anagrama és La magrana.